# Dirsi addio
Dirsi addio (Every Time We Say Goodbye) è un film del 1986 diretto da Moshé Mizrahi, con protagonisti Tom Hanks e Cristina Marsillach.

## Trama
Un soldato americano di stanza a Gerusalemme vuole sposare una ragazza ebrea, ma deve affrontare la sconsiderata reazione della famiglia ultraortodossa della sua innamorata.